# Статистичке регије Словеније
Статистичке регије Словеније (словен. Statistične regije Slovenije) су облик подручне поделе Словеније који користи Статистички завод Републике Словеније (СУРС) за потребе сакупљања и сређивања статистичких података. Овакав облик поделе нема никакву управну намену. Систем је уведен у мају 2005. године како би се статистичка подела земље ускладила с европским стандардима, а задњи пут ревидиран 2015. године. Земља је подељена на 12 регија или области, а унутар сваке се налази већи број општина.
Статистичке регије Словеније су:
| NUTS ко̑д | Словеначки назив            | Српски назив               |
| -------- | --------------------------- | -------------------------- |
| SI 03    | Vzhodna Slovenija           | Источна Словенија          |
| SI 031   | Pomurska regija             | Помурска регија            |
| SI 032   | Podravska regija            | Подравска регија           |
| SI 033   | Koroška regija              | Корушка регија             |
| SI 034   | Savinjska regija            | Савињска регија            |
| SI 035   | Zasavska regija             | Засавска регија            |
| SI 036   | Posavska regija             | Посавска регија            |
| SI 037   | Jugovzhodna Slovenija       | Југоисточна Словенија      |
| SI 038   | Primorsko-notranjska regija | Приморско-нотрањска регија |
| SI 04    | Zahodna Slovenija           | Западна Словенија          |
| SI 041   | Osrednjeslovenska regija    | Средњесловенска регија     |
| SI 042   | Gorenjska regija            | Горењска регија            |
| SI 043   | Goriška regija              | Горишка регија             |
| SI 044   | Obalno-kraška regija        | Обално-крашка регија       |